# Ranunculus venetus
Ranunculus venetus Huter ex Landolt – gatunek rośliny z rodziny jaskrowatych (Ranunculaceae Juss.). Występuje endemicznie w południowo-wschodniej części Alp. 

## Rozmieszczenie geograficzne
Rośnie endemicznie w południowo-wschodniej części Alp. We Włoszech został zaobserwowany w regionach Lombardia, Trydent-Górna Adyga, Wenecja Euganejska oraz Friuli-Wenecja Julijska. 

## Morfologia
PokrójBylina o wyprostowanych pędach.
Gatunki podobneRoślina jest podobna do jaskra górskiego (R. montanus), ale ma bardziej owłosione liście, a niełupki są z grubym dzióbkiem.

## Biologia i ekologia
Rośnie na wapiennych piargach. Występuje na wysokości od 1800 do 2400 m n.p.m. Kwitnie od lipca do sierpnia. Preferuje stanowiska w pełnym nasłonecznieniu. Świeże części rośliny są trujące – zawierają protoanemoninę. 